# Sardinella marquesensis
Sardinella marquesensis is een straalvinnige vissensoort uit de familie van haringen (Clupeidae). De wetenschappelijke naam van de soort is voor het eerst geldig gepubliceerd in 1968 door Berry & Whitehead.